# 김해대학교
김해대학교(金海大學校, Gimhae College)는 경상남도 김해시에 있는 사립 전문대학이다.

## 연혁
- 2004년 12월 : 김해대학 설립
- 2005년 2월 : 개교
- 2012년 : 김해대학교로 교명 변경
- 2014년 : 교육부 선정 정부재정지원제한대학[2]
- 2015년 : 교육부 대학구조개혁평가 결과 D+등급[3]
- 2017년 : 교육부 대학구조개혁평가 2차년도 이행점검 결과 재정지원제한 완전 해제[4]
- 2018년 : 교육부 대학기본역량진단평가 결과 역량강화대학 선정 및 조건부 일반재정지원[5]